# Liga Amateur de Veracruz
Die Liga Amateur de Veracruz, auch bekannt als Liga del Sur, war ein Fußballturnier zwischen Vereinen aus dem mexikanischen Bundesstaat Veracruz, das zwischen 1915 und 1943 ausgetragen wurde.
Diese Liga galt gemeinhin als die drittstärkste Liga Mexikos, hinter der am stärksten eingestuften Hauptstadtliga und der Liga Amateur de Jalisco, der Staatsmeisterschaft des Bundesstaates Jalisco. Während die Teilnahme dieser beiden Ligen sich jedoch im Wesentlichen auf Vereine aus Mexiko-Stadt bzw. Guadalajara beschränkte, war die Staatsliga von Veracruz geografisch gestreut und die Vereine kamen aus der Hafenstadt Veracruz sowie den beiden Städten Córdoba und Orizaba am Fuße des Pico de Orizaba, des höchsten Berges von Mexiko. Mit Einführung der Primera División im Jahr 1943 wurde die Liga Amateur de Veracruz eingestellt.

## Übersicht der Meister
| Spielzeit | Meister                  |
| --------- | ------------------------ |
| 1915/16   | Veracruz Sporting Club 1 |
| 1916/17   | Veracruz Sporting Club   |
| 1917/18   | Veracruz Sporting Club   |
| 1918/19   | nicht bekannt            |
| 1919/20   | Iberia de Veracruz 2     |
| 1920/21   | nicht bekannt            |
| 1921/22   | Iberia de Córdoba        |
| 1922/23   | nicht bekannt            |
| 1923/24   | España de Veracruz 2     |
| 1924/25   | Veracruz Sporting Club   |
| 1925/26   | Iberia de Córdoba        |
| 1926/27   | Veracruz Sporting Club   |
| 1927/28   | Veracruz Sporting Club   |
| 1928/29   | Veracruz Sporting Club   |
| 1929/30   | Veracruz Sporting Club   |
| 1930/31   | Veracruz Sporting Club   |
| 1931/32   | Iberia de Córdoba        |
| 1932/33   | nicht bekannt            |
| 1933/34   | nicht bekannt            |
| 1934/35   | UD Río Blanco            |
| 1935/36   | España de Veracruz       |
| 1936/37   | C.I.D.O.S.A.             |
| 1937/38   | Moctezuma de Orizaba     |
| 1938/39   | España de Veracruz       |
| 1939/40   | C.I.D.O.S.A.             |
| 1940/41   | Veracruz Sporting Club   |
| 1941/42   | España de Veracruz       |
| 1942/43   | Veracruz Sporting Club   |

1. Der Veracruz Sporting Club fusionierte 1943 mit España de Veracruz zum CD Tiburones Rojos Veracruz. 

2. Iberia de Veracruz (nicht zu verwechseln mit Iberia de Córdoba!) benannte sich Anfang der 1920er Jahre um in España de Veracruz und fusionierte 1943 mit dem Veracruz Sporting Club zum CD Tiburones Rojos Veracruz.

## Meistertitel nach Verein
| Verein                      | Titel |
| --------------------------- | ----- |
| Veracruz Sporting Club      | 11    |
| Iberia / España de Veracruz | 5     |
| Iberia de Córdoba           | 3     |
| C.I.D.O.S.A.                | 2     |
| UD Río Blanco               | 1     |
| Moctezuma de Orizaba        | 1     |